# لوئیز بروکس
ماری لوئیز بروکس (انگلیسی: Louise Brooks; ۱۴ نوامبر ۱۹۰۶ – ۸ اوت ۱۹۸۵) هنرپیشه و رقصنده اهل ایالات متحده آمریکا بود که بین سال‌های ۱۹۲۵ تا ۱۹۳۸ میلادی فعالیت می‌کرد. او از شمایل‌های تیپ فلاپر با موی کوتاه مدل «باب» بود.
بروکس نقش اول ۱۷ فیلم صامت و ۸ فیلم ناطق را بازی کرد و سال ۱۹۳۸ از سینما کناره گرفت. او سال ۱۹۸۵ با حمله قلبی درگذشت.

## گزیدهٔ فیلمشناسی
- جعبه پاندورا (۱۹۲۹)
- دفتر خاطرات دختر گمشده (۱۹۲۹)
- دوشیزه اروپا (۱۹۳۰)